# Focke-Wulf Fw 159
Focke-Wulf Fw 159 – niemiecki samolot myśliwski.

## Historia
Focke-Wulf Fw 159 został zaprojektowany w 1934 roku przez Kurta Tanka do konkursu RLM na nowy podstawowy, jednopłatowy samolot myśliwski dla Luftwaffe. Pierwszy prototyp został zbudowany i oblatany w 1935 roku. Podczas pierwszego lotu uległ on rozbiciu przy podchodzeniu do lądowania z powodu awarii mechanizmu otwierania podwozia głównego. Pomimo katastrofy prób i dalszych prac jednak nie przerwano. W latach 1935–1937 zbudowano dwa kolejne prototypy, na których testowano różne warianty napędu.
Projekt Focke-Wulf Fw 159 został zakończony w 1937 roku, gdy RLM wybrało do produkcji seryjnej konkurencyjny model Messerschmitt Bf 109.

## Egzemplarze
- Focke-Wulf Fw 159 V1 – nieuzbrojony, bez systemu awaryjnego wyrzucania zbiornika, wyposażony w trójłopatowe drewniane śmigło Schwarz, napędzany silnikiem rzędowym Junkers Jumo 210 o mocy 640 KM, rozbity podczas pierwszego próbnego lotu
- Focke-Wulf Fw 159 V2 (D-INGA) – uzbrojony w dwa karabiny maszynowe MG 17, wyposażony w nowy system chowania podwozia, wyposażony w dwułopatowe metalowe śmigło o przestawialnym skoku Junkers-Hamilton, napędzany silnikiem rzędowym z dwustopniową sprężarką Junkers Jumo 210Da o mocy 680 KM
- Focke-Wulf Fw 159 V3 (D-IUPY) – uzbrojony w dwa karabiny maszynowe MG 17, wyposażony w dwułopatowe metalowe śmigło o przestawialnym skoku Junkers-Hamilton, z nowym kształtem owiewki kabiny pilota, napędzany silnikiem rzędowym z wtryskiem paliwa Junkers Jumo 210G o mocy 700 KM
- Focke-Wulf Fw 159 V4 – nieukończony przed 1937 rokiem

## Opis
Focke-Wulf Fw 159 był rozwinięciem samolotu Focke-Wulf Fw 56.
Był to jednomiejscowy górnopłat typu parasol, konstrukcji całkowicie metalowej, o owalnym przekroju kadłuba, zakrytej kabinie i chowanym podwoziu. W samolocie zastosowano zbiornik paliwa, który mógł być w przypadku niebezpieczeństwa wyrzucany z kadłuba.